# 인쇄 회로 기판

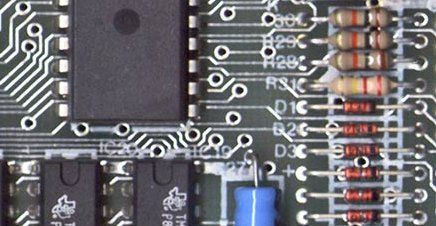
1983년 싱클레어 ZX 스펙트럼 컴퓨터 기판의 한 부분. 장착된 인쇄회로기판은, 어떤 실장된 전기부품과 전도 전선, 다른 면으로 통하는 홀을 보여주고 있다

인쇄 회로 기판(印刷回路基板, 영어: printed circuit board, PCB)는 전자공학에서 저항기, 콘덴서, 집적 회로 등 전자 부품을 인쇄 배선판의 표면에 고정하고 부품 사이를 구리 배선으로 연결해 전자 회로를 구성한 판이다.
기계적 지원에 사용되고 동일한 기판에서 비전도 기판으로 습식 식각한 전도선이나 신호 선을 사용하여 전기적으로 전자 부품을 연결한다. 대체 명칭으로 인쇄 와이어 본딩(PWB)과 식각 와이어 본딩으로도 불린다. 전자 부품이 "부착된" 보드는 인쇄 회로 조립(PCA)이라고도 불리며, 인쇄 회로 기판 조립(PCBA)이라고도 알려져 있다.
인쇄회로기판은 튼튼하고 저렴하며 높은 신뢰성 있다. 많은 배치 노력이 필요하고 전선 연결이나 접점간 구성보다 초기비용이 비싸지만, 훨씬 저렴하고 빠르며 높은 생산성을 유지한다.

## 역사
인쇄회로 발명가는 영국에서 일하고, 1936년에 라디오 전체의 일부를 만든, 오스트리아 공학자 폴 아이슬러 (Paul Eisler, 1907 ~ 1995)이다. 1943년미국은 제2차 세계 대전에 사용할 튼튼한 라디오를 만들기 위해서 대형 인쇄회로기판 기술을 사용하기 시작했다. 인쇄회로는 소비가전에서 1950년대 중반까지 흔하지 않았으며, 이후에 "자동 조립" 과정은 미국 육군이 개발하였다.
인쇄회로 (혹은 그것이 발명되는 동안) 이전에, 접점간 구성이 사용되었다. 초기 버전이나, 소량 생산 공정에, 전선 연결은 좀 더 효과적일 수 있다.
최초에, 모든 전자부품은 전선핀이었고, 인쇄회로기판은 각 부품의 각 핀에 연결할 천공된 홀을 가지고 있다. 부품의 핀은 홀을 통하여 지나갔고 인쇄회로기판 배선으로 납땜된다. 이 조립방법은 스루홀 기술이라고 불린다. 1949년에, 미육군 신호군단의 모우 애이브램슨 (Moe Abramson)과 스태닐러스 F. 당코(Stanilus F. Danko)는 부품 핀을 동박 상호연결 패턴으로 삽입하고 납땜하는 자동 조립 과정을 개발하였다. 기판 적층과 식각 기술의 개발과 함께, 이런 개념은 오늘날의 표준 인쇄회로기판 제조공정으로 발전되었다. 납땜은 보드가 리플이나, 파동 납땜 장비에 있는 녹은 땜납의, 파동을 통과해서 자동으로 완성될 수 있었다. 그러나, 전선과 홀은 낭비가 심하였다. 왜냐하면 천공된 홀은 고가였고 불쑥 튀어나오는 전선은 잘라내어 버렸다.
최근에는, 표면 실장 기술 부품의 사용은 소형 전자제품이 요구되는 곳에서 인기를 얻고 있고 더 좋은 기능성은 향상되었다.

## 물리적 배치

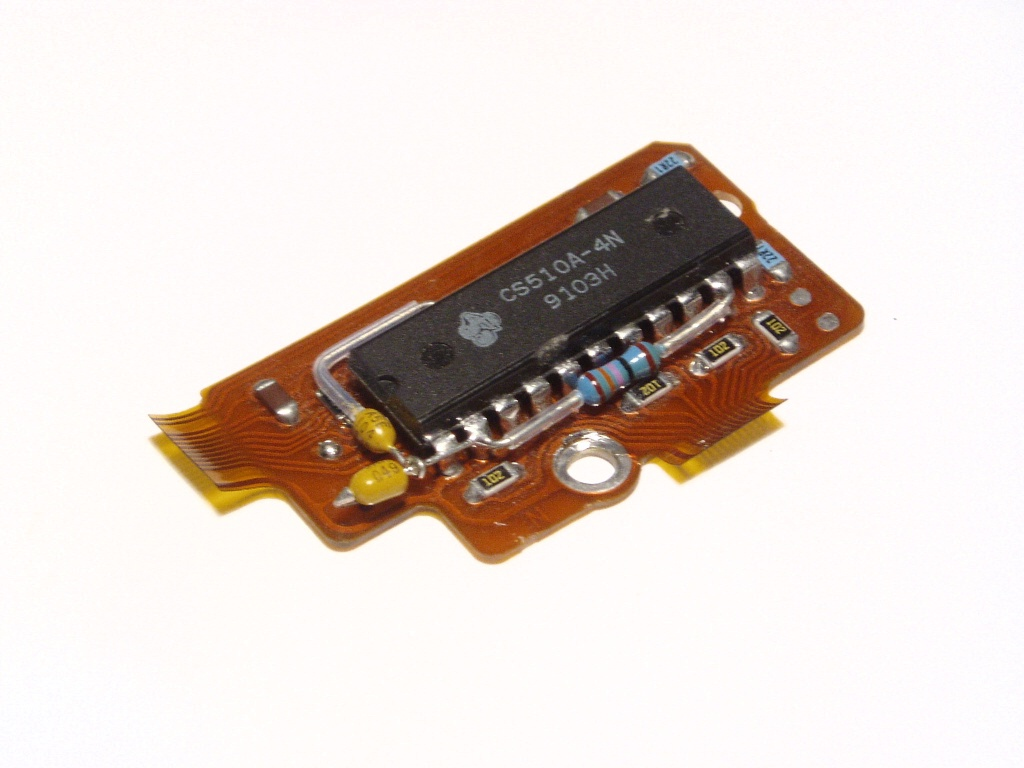
단단한 판에 붙여진 휘어지는 인쇄회로기판.

대부분의 인쇄회로기판은 1개에서 24개의 전도판으로 구성되는데, 각 전도판은 함께 (가열이나, 압력 & 가끔 진공으로 붙여) 적층된 유전체 층 (substrate)에 의해 전기적으로 분리되고 구조적으로 지탱된다.
각 층의 전도체들은 비아 (via) 라고 불리는 천공홀을 통하여 연결될 수 있다. 전기적 연결을 형성하기 위해서, 홀은 전기 도금되거나 작은 리벳이 삽입된다. 일반적으로 각각의 홀이 모든 층의 전기적 연결에 사용되지는 않지만, 보통 공정이 쉬운 "스루-홀 (through-hole: 인쇄회로기판 전체를 통과하는) 비아" 형태로 구현된다. 고밀도 인쇄회로기판에서는 "블라인드 (blind: 적층 기판의 한쪽 면에서만 보이는) 비아"나 "배리 (buried: 적층 기판 내부에 파묻혀 양쪽면 모두 볼 수 없는) 비아" 등이 구현되기도 한다.

## 제조

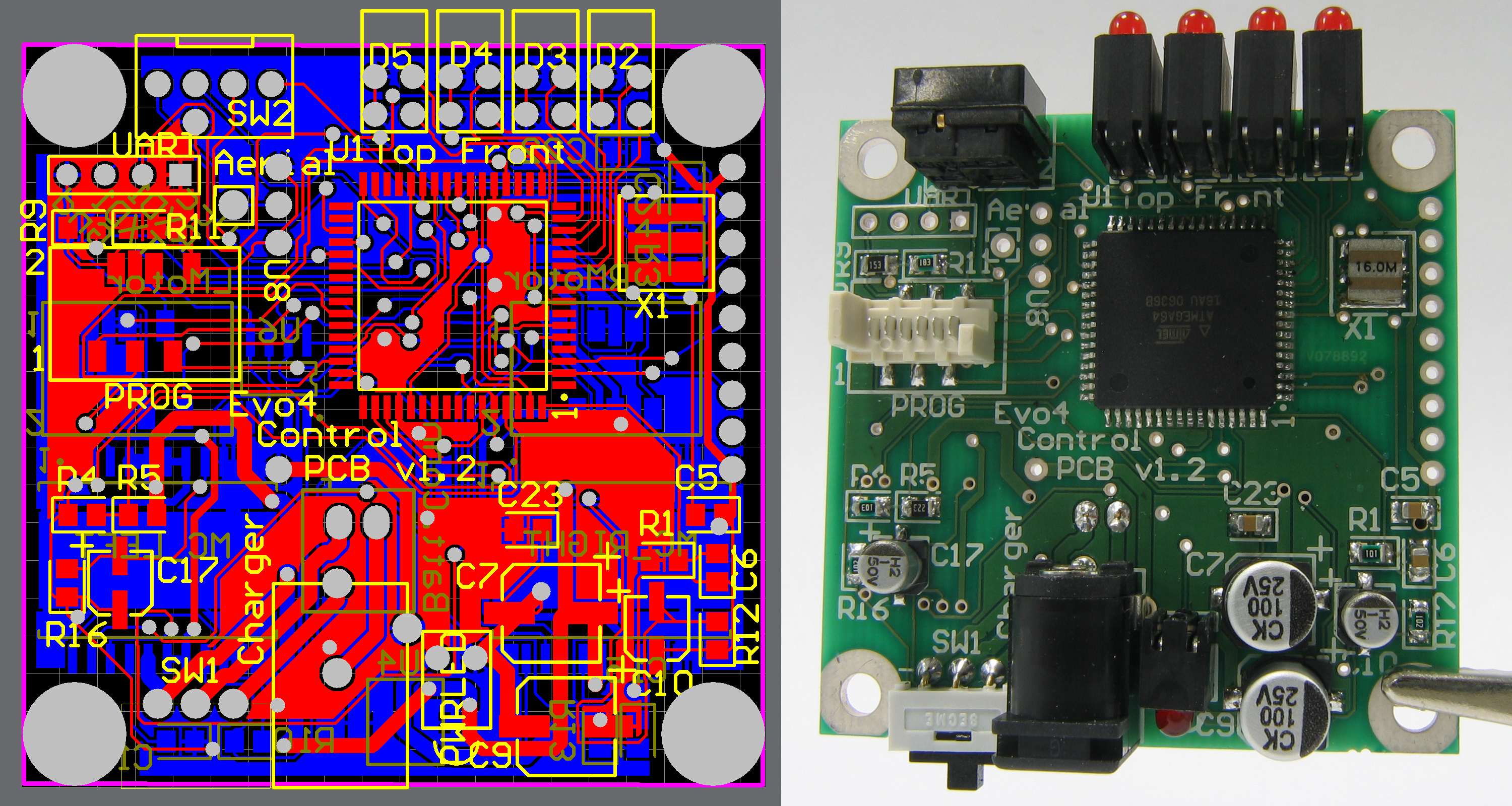
컴퓨터로 설계된 인쇄회로기판 (왼쪽) 및 기판과 부품이식된 실장 (오른쪽). 기판은 홀로 통하는 도금, 녹색 땝납 저항, 흰 땝납 페이스트, 흰 실크스크린 프린트가 있는, 양면이다. 양쪽 표면 실장과 홀로 통하는 부품은 사용되었다.

### 패턴 (식각)
인쇄회로기판의 대부분은 가끔 양면의, 전체기판에 구리층을 붙여서 만들어지고, (만들어진 "빈 인쇄회로기판"은) 임시마스크를 적용한 이후에 기판에서 원하지 않는 부분의 구리를 제거해서 (예시 식각), 요구되는 구리배선만 남겨놓는다. 몇몇 인쇄회로기판은 일반적으로 다중 금속 도금 과정의 복잡한 공정에 의한 기본 기판 (혹은 구리의 매우 얇은층이 있는 기판)에 배선을 "추가"해서 만들어진다.
인쇄회로기판 생산에 일반적으로 세가지 "빼는" 방법 (구리를 제거하는 방법)을 사용한다:
1. 실크 스크린 인쇄는 동박을 보호하는 방식각 잉크를 사용한다. 다음의 식각은 필요하지 않는 부분의 구리를 제거한다. 나머지의, 방식각 잉크는 빈 (부도전) 기판에 인쇄돼서, 전도될 것이다. 최신 기술은 혼성 집적회로의 제조에도 사용된다.
2. 사진 제판은 기판에서 동박을 제거하기 위해 포토마스크와 습식 식각을 사용한다. 포토마스크는 일반적으로 기술자가 사용한 컴퓨터 지원 제조(CAM)에 따라 생성된 데이터에서 포토플로터로 준비된다. 레이저 프린트된 투명도는 일반적으로 "포토툴"을 채용된다; 그러나, 직접 레이저 이미지 기술은 고해상도 요구에 따라서 포토툴을 대체하기 위해 채용되었다.
3. PCB 밀링은 기판에서 동박을 깍아내기 위해 두개나 세개 축 기계 밀링 시스템을 사용한다. PCB 밀링 기계 ("PCB 포토타이퍼"를 의미함)는 플로터와 비슷한 방법으로 동작하며, 호스트 소프트웨어로부터 x, y, 그리고 (만약 대응되면) z축에 있는 밀링 헤더의 위치를 제어하는 명령을 받는다. 포토타이퍼에 인가되는 데이터는 인쇄회로기판 설계 소프트웨어가 생성한 파일에서 추출하고 HPGL이나 거버 파일 형식으로 저장한다.

"추가" 공정도 존재한다. 가장 일반적인 것은 "반추가 공정"이다. 이 버전에서 패턴되지 않은 기판은 이미 그것의 얇은 구리층이 있다. 역마스크가 그때 적용된다. (제거 공정 마스크와 다르게, 이 마스크는 결국 배선이될 제거하는 이런 부분을 노출시킨다.) 추가 구리는 그때 마스크되지 않은 영역의 보드에 도금된다; 구리는 어떤 요구되는 양만큼 도금될 것이다. 주석납이나 다른 표면 도금용 금속은 그때 적용된다. 마스크는 벗겨저서 제거되고 잠깐의 식각단계는 보드에서 이제노출된 동적층을 제거하고, 격리되고 각각인 배선을 만든다.
추가 공정은 다층 기판이 회로기판의 홀 (비아)을 통하는 도금을 쉽게하는 것처럼 일반적으로 다층기판에 사용된다.

### 기판층
어떤 인쇄회로기판은 인쇄회로기판 안쪽에 배선층이 있고 "다층" 인쇄회로기판이라고 불린다. 이런것은 각각 식각한 얇은 기판을 같이 결합하여 형성된다.

### 천공
인쇄회로기판을 통과하는 홀이나, "비아"는, 일반적으로 탄화 텅스텐 고체로 만들어진 작은 드릴날로 천공된다. 천공은 "드릴 테입"이나 "드릴 파일"로 제어되는 배치와 자동 드릴머신으로 수행된다. 이렇게 컴퓨터로 생성된 파일은 "수치 제어 드릴" (NCD) 파일이나 "엑셀론 파일"라고도 불린다. 드릴 파일은 각 천공될 홀의 위치와 크기를 기술한다.
매우 작은 비아가 요구될때, 기계적 날의 천공은 비싸다. 왜냐하면 쉽게 낡거나 부서지기 때문이다. 이 경우에, 비아는 레이저로 뚫을 수 있을 것이다. 레이저 천공된 비아는 홀 안쪽에 일반적으로 낮은 표면마감을 갖는다. 이런 홀은 "마이크로 비아"라고 불린다.
레이저 천공은, 보드 전체를 관통하는 것 보다, 일부 동판만 연결하는 홀을 만들기 위해서, "제어된 깊이" 천공이나, 적층하기 이전에 각각의 인쇄회로기판을 미리천공으로 가능하다. 내부층과 외부층이 연결되었을 경우에 이런 홀은 "블라인드 비아"라고 불리며, 내부층끼리 연결되었을 경우에 "배리 비아"라고 불린다.
2층 이상의 기판에서, 홀의 벽은, 인쇄회로기판의 전도층을 전기적 연결되는 "도금된 스루홀"을 형성하기 위해서 구리로 도금된다. 다층기판에서, 4층 이상의 기판벽, 천공은 일반적으로 적층 시스템에 결합제로 구성하는 "유약"을 칠한다. 홀이 도금되기 이전에, 이 "유약"은 화학 "유약제거" 공정이나, "플라스마 에치"에 의하여 반드시 제거되어야 한다.

### 노출 도전체 도금 및 도포
부품이 실장될 패드와 영역은 일반적으로 도금된다. 왜냐하면 기본 구리는 빠르게 산화되고, 그러므로 쉽게 납땜되지 않는다. 전통적으로, 어떤 노출된 구리는 땜납으로 도금된다. 이 땜납은 주석-납 합금이다. 그러나 새로운 땜납 혼합물은 이제 납의 사용을 제한하는, 유럽연합의 RoHS 치짐에 응하기 위해서 사용된다. 사용된 다른 도금은 유기 표면 보호제 (OSP), 침수은, 침수금을 도포한 무전해 니켈 (ENIG), 직접 금이 있다. 어떤 기판의 하나의 가장자리의 홀에 위치한, 에지 커넥터는, 가끔 금도금이다.

### 땜납 저항
납땜되지 않는 면적은 중합체 "땜납 저항" ("땝납 마스크") 도포로 덮여질 것이다. 땜납 저항은 도체사이를 연결하는 땜납을 방지해서 단락이 되게 한다. 또한 땜납 저항은 환경으로부터 약간의 보호를 제공한다.

### 스크린 인쇄
선화나 문자는 스크린 인쇄로써 인쇄회로기판의 바깥 표면에 인쇄될 것이다. 여백이 남은 경우에, 스크린 인쇄 문자는 부품명, 필요한 스위치 설정, 검사 지점, 그리고 조립, 검사와, 회로기판 수리에 도움이 되는 다른 기능을 설명한다.
스크린 인쇄는 "실크 스크린", 혹은, 단면 인쇄회로기판에서, "빨강 인쇄"라고도 알려져 있다.

### 검사
이식되지 않은 기판은 ("넷리스트"에 정의된 것처럼) 각 회로연결이 마무리된 기판에 정확하게 검증하는 "기본기판 검사"를 규명할 것이다. 대규모 제품에서, 네일 테스터의 불량이나 고정물은 제조검사용 기판의 한면이나 양면의 동영역이나 홀에 연결하기 위하여 사용된다. 컴퓨터는 요구되는 네일 테스터의 불량의 각 연결점에 소전류를 보낼 때까지 전기검사를 "지시"할 것이고, 이런 전류는 다른 적합한 연결점에 "보일" 수 있음을 검증한다. 소규모나 중규모 기판에서, "플라이 프로브" 검사기는 검사 아래에 기판을 전기적 연결을 검증하는 동영역이나 홀에 연결하기 위해 검사 헤더를 이동하여 사용한다.

### 이식
인쇄회로기판이 완성된 이후에, 전자 부품은 기능적 "인쇄 회로 조립" (PCA)를 형성하기 위해 반드시 붙여져야 한다. "스루홀" 구조에서, 부품핀은 홀에 삽입될 것이고 녹은 금속 땜납으로 기판에 전기전 및 기계적으로 고정될 것이며, 반면에 표면 실장 구조에서, 부품은 인쇄회로기판의 바깥표면의 "패드"나 "영역"에 간단히 납땜된다.
가끔, 스루홀과 표면 실장 구조는 하나의 인쇄회로기판에 반드시 조합된다. 왜냐하면 요구되는 어떤 부품은 표면 실장 패키지로만 제공되고, 반면에 다른것은 스루홀 패키지로만 제공되기 때문이다.
또한, 인쇄회로기판 부품 배치를 위한 JEDEC 지침서에서, 납땜과, 검사는 일반적으로 인쇄회로기판 제조의 이 단계에서 품질 관리 유지로 사용된다.
기판이 이식된 이후에, 배선과 집적회로간 상호연결은 영역 주사 기술로써 검사할 것이다. 영역 주사 검사에서, 검사회로는 집적회로가 정확하게 실장되었는지 검사하기 위해 인쇄회로기판 배선사이를 임시적인 연결을 형성하는 보드의 다양한 집적회로에 내장된다. 영역 주사 검사는 모든 집적회로가 표준검사 설정과정을 사용하여 검사되는 것이 요구된다. 가장 일반적인 것은 JTAG (Joint Test Action Group) 표준이다.

### 보호 및 패키지
극한 환경에 의도된 인쇄회로기판은 가끔 부품이 납땜된 이후에 도금이나 스프레이로 적용된, "등각 코트"를 가지고 있는다. 코트는 응축으로 인한 부식과 누설전류 혹은 누전을 방지한다. 초기의 등각 코트는 왁스였다. 현대의 등각 코트는 일반적으로 실리콘 고무, 폴리우레탄, 아크릴, 에폭시의 묽은 용액의 딥이다. 어떤것은 진공챔버에 있는 인쇄회로기판에 스퍼터된 공학적 플라스틱이다. 대량생산 인쇄회로기판은 자동 검사 장비가 임시로 연결하기 위한 작은 패드를 가지고 있다. 어떤 경우에 패드는 반드시 저항으로 격리되어야 한다.
많은 인쇄회로기판은 정전기에 민감하며, 그러므로 운송하는 동안에 방지 정전기 백에 보관해야 한다. 이런 기판을 취급할때, 사용자는 접지해야 한다; 축적된 정전기 전하가 기판을 통하여 전달하여, 기판을 손상하거나 파손할 지도 모르는 것을 방지한다.

## 안전 인증 (미국)
안전 표준 UL 796는 장치나 기기에서 부품처럼 사용되는 인쇄회로기판의 부품 안전 요구를 적용한다. 검사는 인화성, 최대 동작온도, 전기 추적, 열로인한 휨같은 특징을 분석하고 실제 전기 부분을 바로 지원한다.
기판은 단면이나 다층, 단단하거나 플렉서블한 형태에 유기물이나 무기물기반 재료를 사용할 것이다. 회로설계 구성은 식각, 다이 이식, 미리자르기, 평면 프레스, 추가공정과 도체를 도금하는 기술이 포함될 것이다. 인쇄 부품의 일부는 사용될 것이다.
패턴 변수의 적합성에서, 온도와 최대 땜납한계는 적용가능한 최종제품 구조와 요구사항에 따라서 결정될 것이다.

## "장작더미" 구조

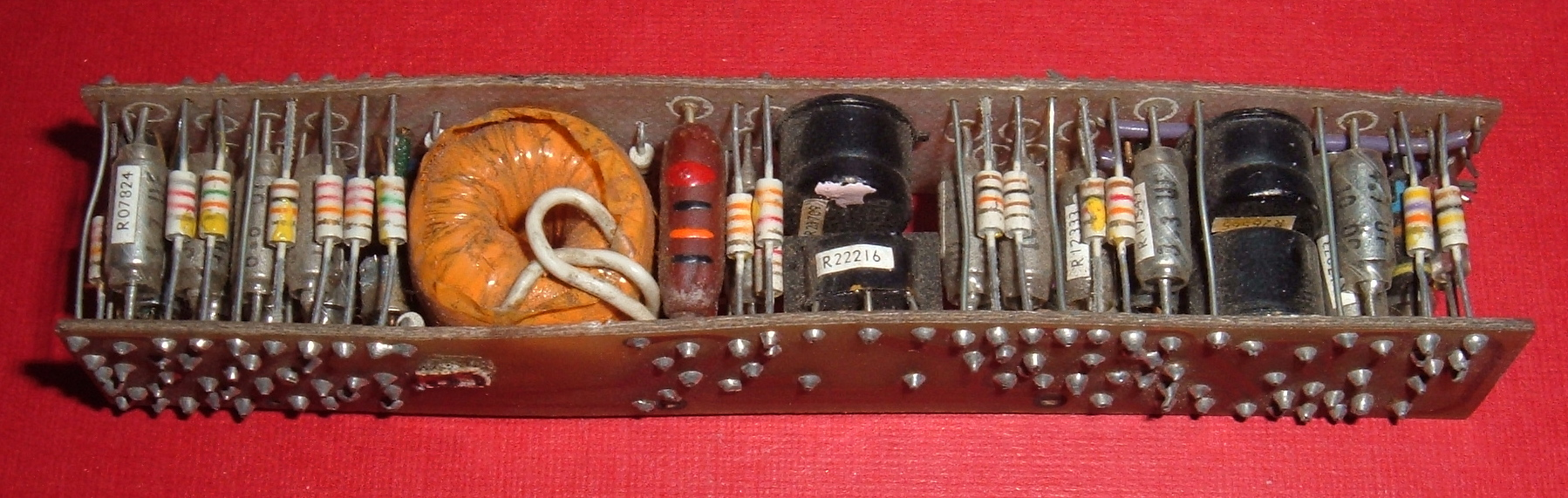
장작더미 모듈.

장작더미 구조는 큰 공간을 절약하는 장점을 줄 수 있고 가끔 (미사일 유도와 원격측정 시스템 같이) 공간이 중요한 응용에 스루홀 부품을 사용한다. "장작더미" 구조에서, 두개의 납이 발린 부품은 두개의 병렬 병펼사이에 나란이 실장된다. 부품을 납땜하는 대신에, 납 니켓 테입이 부품핀과 직각으로 용접하여 다른 부품과 연결된다. 다른 내부연결층이 누전되는 것을 피하기 위해서, 얇은 절연층 판이 내부연결층 사이에 배치된다. 절연층의 천공이나 홀은 부품핀이 다음 내부연결층으로 통과하는 목표를 가능하게 한다. 이 시스템의 단점은 특별한 니켈 납이발린 부품이 만들어지기 위해서 내부연결 용접을 허가해서 사용해야 한다는 것이다. 장작더미 구조의 어떤 버전은 (그림처럼) 내부연결 방법으로 단면 인쇄회로기판을 사용한다. 이것은 보통 납이 발린 부품은 사용할 수 있다는 것을 뜻한다.
집적회로가 출현하기 이전에, 이 방법은 가장 높은 부품 집적밀도를 가능하게 했다; 이렇기 때문에, 컨트롤 데이터 코퍼레이션을 포함하여 수많은 컴퓨터 회사에서 사용되었다. 장작더미 방법의 구조는 이제 폐기된 것처럼 보인다. 아마도 고밀도집적은 표면 실장 기술과 집적회로를 사용하여 쉽게 얻을 수 있기 때문이다.

## 다중전선 기판
다중전선은 부전도 기반 (가끔 플라스틱 레진)에 내제된 기계연결 절연철사를 사용하는 내부연결의 특허기술이다. 그것은 1980년대에서 1990년대까지 사용되었다. (오거트 Inc., 미국 특허, 4,648,180)
내제된 기반 안쪽에 상호연결을 쌓는 것은 상당히 쉽기 때문에, 이런 접근은 (일반적으로 인쇄회로기판 설계의 시간을 소모하는) 전선배치에 대하여 완전히 신경쓰지 않는 것을 가능하게 한다: 설계자가 연결을 원하는 어떤곳이더라도, 기계는 하나의 위치에서 다른 곳으로 직선으로 배선을 그릴 것이다. 이것은 설계시간을 매우 짧게 만들고 (심지어 고밀도 설계에 사용되는 복합 알고리즘은 없다), (하나의 전선에 통과하는 전류가, 전선이 병렬일 때 높이 증폭되는 다른 도체에 의도하지 않은 전류를 생성해서 발생되는 전기적 현상 - 이것은 다중전선에 결코 발생되지 않음) 누화를 감소시키지만, 대량생산이 필요할 때 싼 인쇄회로기판 기술과 경쟁하기에 가격이 너무 비싸다.

## 표면 실장 기술

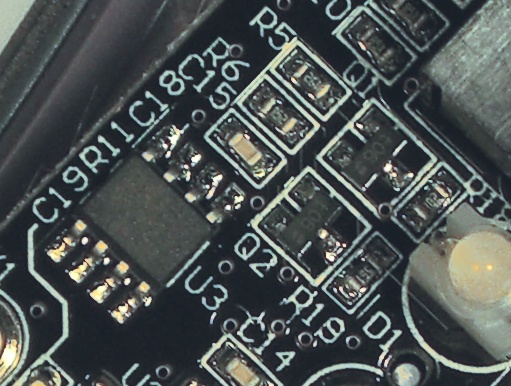
저항기, 트랜지스터, 집적회로를 포함하는, 표면 실장 부품

표면 실장 기술은 1960년대에 개발되어, 1980년대초에 일본에서 활성화되었고 1990년대중반에 세계적으로 널리 사용되었다. 부품은 작은 금속탭이나 끝단이 있어서 인쇄회로기판의 표면에 직접 납땜할 수 있도록 기계적으로 재설계되었다. 부품은 더 작아졌고 보드의 양면에 배치되는 부품은 스루홀 실장보다 표면 실장으로 더 흔하게 되어, 더 고밀도 회로를 가능하게 하였다. 표면 실장 영역은 고차원의 자동화를 잘 지원해서, 노동비용을 감소시키고 생산율을 크게 향상시켰다. 표면 실장 소자 (SMD)는 크기와 무게를 1/4에서 1/10까지 감소시킬 수 있고, 수동소자는 스루홀 부품보다 비용을 1/2에서 1/4까지 감소시킬 수 있다. (칩중에 가장비싼 부품인) 집적회로는 패키지 형태에 상관없이 동일하게 가격이 매겨진다. 2006년에, 소신호 스위치 다이오드 (예시로 필립스 1N4148)같은, 어떤 와이어본딩 부품은, 관련된 표면 실장 소자 버전보다 실제로 상당히 저렴하다.

## 같이 보기
- 아두이노
- 라즈베리파이
- 오드로이드
- 무선설비기사